# Konstanty Dombrowicz
Konstanty Dombrowicz (ur. 4 września 1947 w Ludowicach) – polski dziennikarz, samorządowiec, w latach 2002–2010 prezydent Bydgoszczy.

## Życiorys

### Wykształcenie
Absolwent polonistyki na Uniwersytecie Mikołaja Kopernika w Toruniu (1972). W 1975 ukończył kurs dziennikarski organizowany przez Stowarzyszenie Dziennikarzy Polskich. W latach 1999–2001 odbył cykl międzynarodowych szkoleń z zakresu administracji m.in. w Federalnej Akademii Administracji Publicznej w Wiedniu, w Centre National de la Fonction Publique Territoriale w Paryżu oraz szereg seminariów w Instytucie Europejskim w Łodzi, uzyskując dyplom trenera europejskiego.

### Praca zawodowa
Przez wiele lat pracował jako dziennikarz radiowy i telewizyjny, jest autorem kilku tysięcy wyemitowanych informacji telewizyjnych, programów publicystycznych, filmów promocyjnych i popularnonaukowych, reportaży oraz innych programów TV.
W różnych okresach swojej pracy zawodowej był dziennikarzem radiowym rozgłośni Polskiego Radia w Koszalinie (1972), kierownikiem redakcji telewizyjnej i dziennikarzem rozgłośni Polskiego Radia w Bydgoszczy (1972–1983), kierownikiem redakcji i publicystą w TVP Gdańsk (1984–1990), współpracownikiem lokalnych bydgoskich gazet.
Należał do współtwórców regionalnej telewizji TVP Bydgoszcz, w latach 1990–1993 był jej pierwszym szefem. Od 1994 do 1999 pracował w Urzędzie Miejskim w Bydgoszczy, gdzie pełnił funkcję dyrektora Biura Zarządu Miasta i Rzecznika Prasowego. W 1999 z ramienia PAI i KAI zajmował stanowisko dyrektora Biura Prasowego, był też jednym z organizatorów wizyty apostolskiej papieża Jana Pawła II w Bydgoszczy. Od połowy 1999 do 2002 pracował w Kujawsko-Pomorskim Urzędzie Wojewódzkim, najpierw jako zastępca dyrektora, a później jako dyrektor Wydziału Informacji, Promocji i Integracji Europejskiej oraz rzecznik prasowy wojewody.

### Działalność polityczna
10 listopada 2002 w drugiej turze pierwszych bezpośrednich wyborach został wybrany na urząd prezydenta Bydgoszczy, pokonując ubiegającego się o reelekcję Romana Jasiakiewicza. Kandydował z ramienia Komitetu Wyborczego Wyborców Bydgoskie Porozumienie Obywatelskie, mając poparcie m.in. Platformy Obywatelskiej.
W wyborach samorządowych w 2006 został wybrany na drugą kadencję. Wygrał zarówno w pierwszej (34 088 głosów, tj. 30,69%), jak i w drugiej turze (51 112 głosów, tj. 53,79%). Urzędowanie rozpoczął w dniu złożenia przysięgi, 6 grudnia 2006.
W 2010 przegrał wybory samorządowe, uzyskując w I turze wynik 30%, zaś w II turze 40,8% głosów, ustępując z urzędu prezydenta Bydgoszczy na rzecz Rafała Bruskiego, kandydata z ramienia Platformy Obywatelskiej. W 2014 ponownie ubiegał się o prezydenturę Bydgoszczy, ponownie w II turze głosowania przegrywając z Rafałem Bruskim (dostał 42,9% głosów); bez powodzenia kandydował wówczas także do rady miejskiej.
W 2018 z listy Prawa i Sprawiedliwości wszedł w skład sejmiku kujawsko-pomorskiego VI kadencji. W 2024 z ramienia tej samej partii nie uzyskał reelekcji.

## Odznaczenia
Odznaczony Złotym Krzyżem Zasługi (2010) i Missio Reconciliationis.

## Życie prywatne
Żonaty (żona Maria), ma dwoje dzieci: córkę Marię (ur. 1974) i syna Konstantego Adama (ur. 1978).